# Heino Stöver

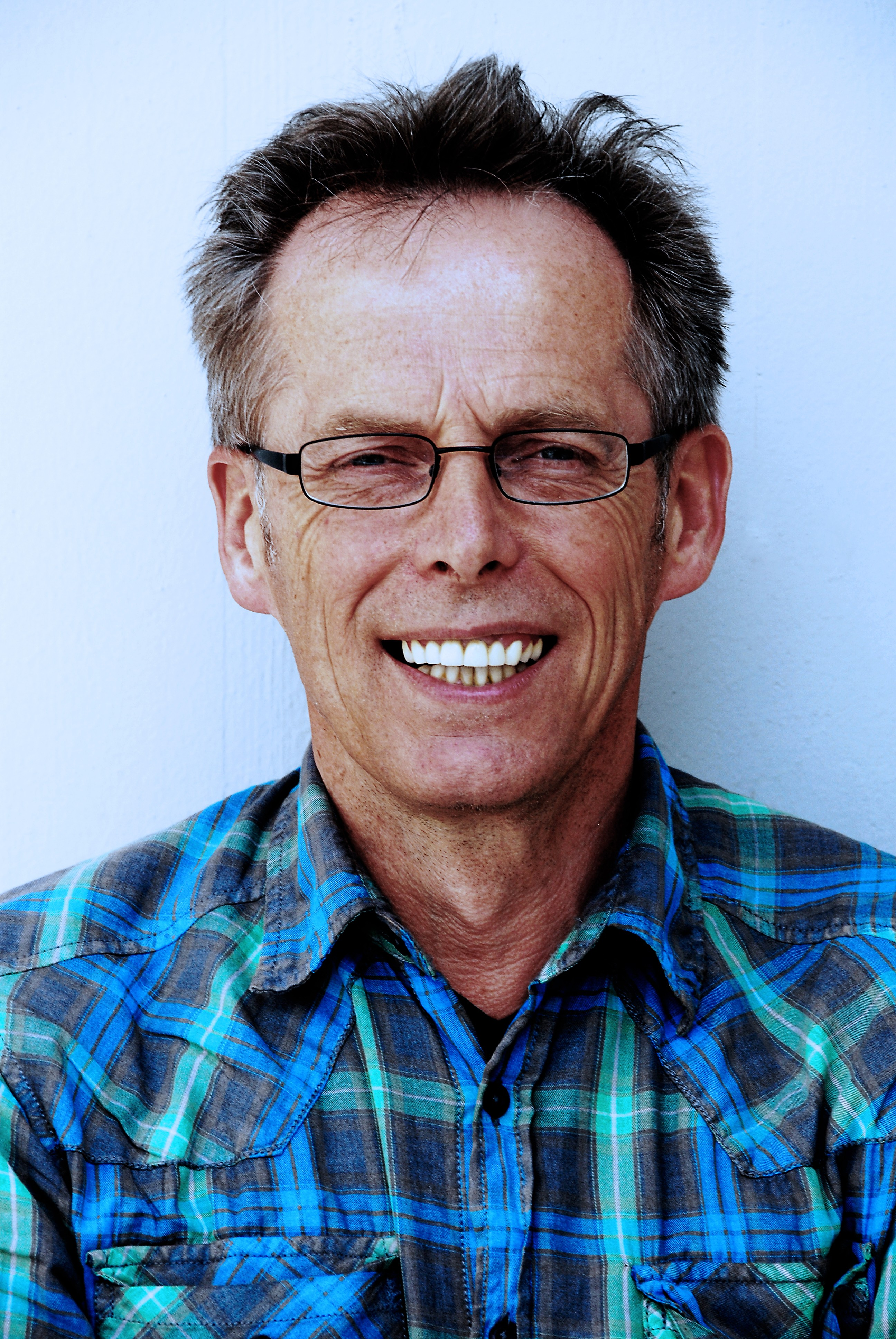
Heino Stöver (2009)

Heino Stöver (* 17. März 1956 in Gödestorf, Landkreis Diepholz, Niedersachsen) ist ein deutscher Sozialwissenschaftler und Hochschullehrer.

## Leben und Ausbildung
Nach dem Abitur 1975 am Gymnasium Syke studierte Stöver von 1976 bis 1982 Sozialwissenschaften an der Universität Bremen und absolvierte 1979/80 ein Auslandsstudium an den Universitäten Edinburgh und Rotterdam. 1982 legte er die Diplom-Prüfung zum Sozialwissenschaftler ab, promovierte 1992 an der Universität Bremen und habilitierte sich 2000 an der Carl von Ossietzky Universität Oldenburg. 2003 erfolgte dort die Umhabilitation zum Fachgebiet „Erziehungswissenschaft mit dem Schwerpunkt Gesundheitsförderung und Gesundheitswissenschaften“. Seit 1986 nimmt Stöver Lehraufträge an verschiedenen Universitäten (Bremen, Hamburg, Oldenburg, Aarhus/Dänemark) und (Fach-)Hochschulen (Bremen, Luzern/Schweiz, Freiburg, Fulda) wahr.
Stöver war Mitbegründer und von 1981 bis 1995 Vorstand und Geschäftsführer des niedrigschwellig arbeitenden Vereins „Kommunale Drogenpolitik/Verein für akzeptierende Drogenarbeit“ in Bremen (Schwerpunkte: Haftarbeit, Infektionsprophylaxe, Wohnprojekte, Substitutionsbehandlung, streetwork). Er war Mitbegründer und von 1987 bis 2017 geschäftsführender Vorstand des Archido (Informations- und Forschungszentrum für Alkohol, Tabak, Drogen, Medikamente und Sucht) an der Universität Bremen. Seit 1996 arbeitet er in internationalen und nationalen Forschungsprojekten in den Bereichen Drogenkonsum, Infektionskrankheiten (v. a. HIV, AIDS und Hepatitis), Sozial- und Gesundheitsplanung und Gesundheit im Gefängnis. Er ist Mitglied des Schildower Kreises, welcher sich für die Legalisierung von Drogen einsetzt.
2006 wurde Stöver an der Carl von Ossietzky Universität Oldenburg zum außerplanmäßigen Professor ernannt. Von 2006 bis 2007 war er als Vertretungsprofessor mit dem Schwerpunkt Gesundheitsförderung und Prävention im Studiengang „Public Health“ an der Universität Bremen beschäftigt.

## Leistungen
Seit 2009 ist er Professor an der Frankfurt University of Applied Sciences (Fachbereich 4 „Soziale Arbeit und Gesundheit“) mit dem Schwerpunkt „Sozialwissenschaftliche Suchtforschung“. Er ist Geschäftsführender Direktor des Instituts für Suchtforschung der Frankfurt University of Applied Sciences(ISFF).
Er war bzw. ist Berater internationaler Institutionen (WHO, UNODC, European Commission, International Committee of the Red Cross, Gesellschaft für Internationale Zusammenarbeit, Open Society Institute) und Gesundheits-/Sozialministerien (in Armenien, Aserbaidschan, Georgien, Litauen, Estland und Lettland), Mitgründer der internationalen peer-review-Zeitschrift International Journal of Prisoner Health sowie Mit-Herausgeber der Schriftenreihe Gesundheitsförderung im Justizvollzug.
Seit 2008 ist er Vorsitzender von akzept, dem Bundesverband für akzeptierende Drogenarbeit und humane Drogenpolitik. Stöver war Mitglied im Wissenschaftlichen Kuratorium der Deutschen Hauptstelle für Suchtfragen. Er ist Mitglied des beratenden Arbeitskreises „Männergesundheit“ der Bundeszentrale für gesundheitliche Aufklärung (BZgA). Stöver gilt als Experte im Bereich der Drogen- und Suchtforschung. Neben seiner Lehr- und Forschungstätigkeit, wird er regelmäßigen zu aktuellen drogenrelevanten Thematiken in den Medien zitiert.

## Wirken
In seiner Forschung beschäftigt sich Stöver mit der Untersuchung und Entwicklung von Suchtkrankenhilfeangeboten, Drogenpolitik, Genderspezifik in der Gesundheitsversorgung, Evaluationen der Wirksamkeit von Hilfeangeboten innerhalb des Justizvollzugs und der Arbeit gesundheitlich-sozialer Institutionen. Ein Schwerpunkt seiner Arbeit liegt zusätzlich in der Erforschung wirksamer Drogennotfallprophylaxe, Gesundheitsprävention und Sucht in Haft und bei anderen marginalisierten Gruppen wie Queers und Geflüchteten. In diesem Zusammenhang erforscht Stöver auch die Nutzung von E-Zigaretten, Nikotinbeuteln und Tabakerhitzern als Rauchentwöhnungsmethode.
Stöver setzt sich für den Kampf gegen das Rauchen von Tabak und eine Senkung der Raucherquote in Deutschland ein. In diesem Zusammenhang untersucht er, welche Methoden für die Rauchentwöhnung am wirksamsten sind. Dabei ist er Befürworter von Tobacco Harm Reduction, wonach potenziell weniger schädliche Nikotinaufnahmeformen durch E-Zigaretten, Tabakerhitzer oder Nikotinpouches starken Rauchern bei der Tabakentwöhnung helfen sollen. Am ISFF veranstaltet Stöver eine jährliche Fachkonferenz zu diesem Thema.
Heino Stöver befürwortet öffentlich eine Legalisierung von Cannabis. Er begründet dies unter anderem mit der Bekämpfung des Schwarzmarktes, besserem Jugendschutz und dem Konsumentenschutz in Bezug auf die Qualität der Droge. Darüber hinaus forscht Stöver zum Thema „Cannabis als Medizin“ und fordert einen verbesserten Zugang, klare Indikationen für die Verschreibung, verbesserte Kostenübernahmen und kritisiert den andauernden Widerstand von Ärzten und Krankenkassen. Im Bereich der harten Drogen spricht Stöver sich für eine Entkriminalisierung aller Drogen aus. Der legale Besitz kleiner Mengen nach portugiesischem Vorbild wird dabei von ihm befürwortet. Stöver forscht im Bereich der Opiate zu Substitutionsmöglichkeiten. Gleichzeitig fordert auch in diesem Bereich die Entkriminalisierung kleiner Mengen zum Eigenbedarf und setzt sich für mehr staatliche Mittel zur Schaffung von Konsumräumen ein. In Bremen betreute er einen Raum für drogenabhängige Prostituierte, die sich dort waschen, schminken und Drogen konsumieren konnten. In Frankfurt am Main setzt er sich für den Erhalt und Ausbau von Konsumräumen und der Drogenhilfe ein.
Angesichts des Weltdrogentags im Jahr 2023 warnte Stöver vor einer steigenden Anzahl an opiatbedingten Todesfällen. Im Rahmen des Bundesmodellprojekts „NALtrain“ sollten Laien darin geschult werden, sog. Naloxon-Nasenspray einzusetzen. Das in Deutschland zugelassene Naloxon-Nasenspray hebt in wenigen Minuten die potenziell tödliche Atemlähmung von Opioiden auf und könne so Leben retten.

## Filmografie
- 2022: Drug Nation – Das Versagen der Drogenpolitik (als Interviewpartner)

## Preise
- Forschungspreis 2017 der Hessischen Hochschulen für Angewandte Wissenschaften[18]
- Scientific Award 2017 des European Monitoring Centre for Drugs and Drug Addiction (EMCDDA)[19]

## Schriften
- Heino Stöver (Hrsg.): Die E-Zigarette: Geschichte – Gebrauch – Kontroversen. Fachhochschulverlag, Frankfurt am Main 2016, ISBN 978-3-943787-62-7.
- mit F. L. Altice, L. Azbel u. a.: The perfect storm: incarceration and the high-risk environment perpetuating transmission of HIV, hepatitis C virus, and tuberculosis in Eastern Europe and Central Asia. In: The Lancet. Volume 388, No. 10050, 17. September 2016, S. 1228–1248.
- mit S. Gräser, G. Koch-Göppert, N. R. Krischke – unter Mitarbeit von S. Stiefler und C. Wohlrab: MAQUA-HIV. Manual zur Qualitätssicherung in der HIV/AIDS-Prävention für und mit MigrantInnen. Theorie- und Praxismanual. Niebank Rusch Verlag, Bremen 2013.
- mit R. Gerlach (Hrsg.): Entkriminalisierung von Drogenkonsumenten – Legalisierung von Drogen. (= Materialien zur Sozialarbeit und Sozialpolitik. Band 32). Fachhochschulverlag, Frankfurt am Main 2012.
- mit I. I. Michels: Harm Reduction – from a conceptual framework to practical experience. The example of Germany. In: Substance Use & Misuse. 48, 2012, S. 1–12.
- mit H. Schmidt-Semisch (Hrsg.): Saufen mit Sinn? Harm Reduction beim Alkoholkonsum. (= Materialien zur Sozialarbeit und Sozialpolitik. Band 35). Fachhochschulverlag, Frankfurt am Main 2012.
- mit J. Pont und H. Wolff: Dual loyalty in prison health care: carry on or abolish? In: American Journal of Public Health. Vol. 102, No. 3, März 2012, S. 475–480.
- mit D. Schäffer (Hrsg.): Drogen, HIV/AIDS, Hepatitis. Ein Handbuch. Deutsche AIDS-Hilfe, Berlin 2011. (Broschüre (PDF; 3,6 MB))
- mit I. Hönekopp (Hrsg.): Beispiele Guter Praxis in der Substitutionsbehandlung. Lambertus, Freiburg August 2011.
- mit S. Hößelbarth und I. Vogt: Lebensweise und Gesundheitsförderung älterer Drogenabhängiger im Rhein-Main-Gebiet. In: I. Vogt (Hrsg.): Auch Süchtige altern. Probleme und Versorgung älterer Drogenabhängiger. Fachhochschulverlag Frankfurt, Frankfurt 2011, S. 137–166.
- mit K. Thane: Towards a continuum of care in the EU criminal justice system. A survey of prisoners’ needs in four countries (Estonia, Hungary, Lithuania, Poland). (= Gesundheitsförderung im Justizvollzug. Band 20). BIS-Verlag, Oldenburg 2011, ISBN 978-3-8142-2233-2.
- Barriers to opioid substitution treatment access, entry and retention: A survey of opioid users, patients in treatment, and treating and non-treating physicians. In: European Addiction Research. 17, 2011, S. 44–54.
- mit I. I. Michels: Drug use and opioid substitution treatment for prisoners. In: Harm Reduction Journal. 7, 2010, S. 17.
- mit H. Bögemann und K. Keppler (Hrsg.): Gesundheit im Gefängnis. Ansätze und Erfahrungen mit Gesundheitsförderung in totalen Institutionen. Juventa, Weinheim/München 2010, ISBN 978-3-7799-1978-0.
- mit R. Gerlach (Hrsg.): Psycho-soziale Betreuung: Zur Praxis und Bedeutung psycho-sozialer Unterstützung in der Substitutionsbehandlung. Lambertus, Freiburg 2009, ISBN 978-3-7841-1892-5.
- mit K. Keppler (Hrsg.): Gefängnismedizin. Medizinische Versorgung unter Haftbedingungen. Thieme, Stuttgart 2009, ISBN 978-3-13-147731-6.
- mit Jutta Jacob (Hrsg.): Männer im Rausch. Konstruktionen und Krisen von Männlichkeiten im Kontext von Rausch und Sucht. (= Studien interdisziplinäre Geschlechterforschung). transcript-Verlag, 2009, ISBN 978-3-89942-933-6.
- mit P. Bockholt und A. Vosshagen: Männlichkeiten und Sucht. Hrsg.: Landschaftsverband Westfalen-Lippe – LWL-Landesjugendamt Koordinationsstelle Sucht, Münster 2009.
- mit I. I. Michels und G. Sander: Praxis, Probleme und Perspektiven der Substitutionsbehandlung Opioidabhängiger in Deutschland. In: Bundesgesundheitsblatt – Gesundheitsforschung – Gesundheitsschutz. 52, 2009, S. 111–121. (peer review-Verfahren)
- mit Andrej Kastelic und Jörg Pont: Opioid Substitution Treatment in Custodial Settings. A practical Guide. WHO/UNODC; BIS-Verlag, Oldenburg 2008, ISBN 978-3-8142-2117-5.